# Attaque Jobava
Cet article utilise la notation algébrique pour décrire des coups du jeu d'échecs.
|   | a | b | c | d | e | f | g | h |   |
| 8 | Tour noire sur case blanche a8 · Cavalier noir sur case noire b8 · Fou noir sur case blanche c8 · Dame noire sur case noire d8 · Roi noir sur case blanche e8 · Fou noir sur case noire f8 · Tour noire sur case noire h8 · Pion noir sur case noire a7 · Pion noir sur case blanche b7 · Pion noir sur case noire c7 · Pion noir sur case noire e7 · Pion noir sur case blanche f7 · Pion noir sur case noire g7 · Pion noir sur case blanche h7 · Cavalier noir sur case noire f6 · Pion noir sur case blanche d5 · Pion blanc sur case noire d4 · Fou blanc sur case noire f4 · Cavalier blanc sur case noire c3 · Pion blanc sur case blanche a2 · Pion blanc sur case noire b2 · Pion blanc sur case blanche c2 · Pion blanc sur case blanche e2 · Pion blanc sur case noire f2 · Pion blanc sur case blanche g2 · Pion blanc sur case noire h2 · Tour blanche sur case noire a1 · Dame blanche sur case blanche d1 · Roi blanc sur case noire e1 · Fou blanc sur case blanche f1 · Cavalier blanc sur case noire g1 · Tour blanche sur case blanche h1 | Tour noire sur case blanche a8 · Cavalier noir sur case noire b8 · Fou noir sur case blanche c8 · Dame noire sur case noire d8 · Roi noir sur case blanche e8 · Fou noir sur case noire f8 · Tour noire sur case noire h8 · Pion noir sur case noire a7 · Pion noir sur case blanche b7 · Pion noir sur case noire c7 · Pion noir sur case noire e7 · Pion noir sur case blanche f7 · Pion noir sur case noire g7 · Pion noir sur case blanche h7 · Cavalier noir sur case noire f6 · Pion noir sur case blanche d5 · Pion blanc sur case noire d4 · Fou blanc sur case noire f4 · Cavalier blanc sur case noire c3 · Pion blanc sur case blanche a2 · Pion blanc sur case noire b2 · Pion blanc sur case blanche c2 · Pion blanc sur case blanche e2 · Pion blanc sur case noire f2 · Pion blanc sur case blanche g2 · Pion blanc sur case noire h2 · Tour blanche sur case noire a1 · Dame blanche sur case blanche d1 · Roi blanc sur case noire e1 · Fou blanc sur case blanche f1 · Cavalier blanc sur case noire g1 · Tour blanche sur case blanche h1 | Tour noire sur case blanche a8 · Cavalier noir sur case noire b8 · Fou noir sur case blanche c8 · Dame noire sur case noire d8 · Roi noir sur case blanche e8 · Fou noir sur case noire f8 · Tour noire sur case noire h8 · Pion noir sur case noire a7 · Pion noir sur case blanche b7 · Pion noir sur case noire c7 · Pion noir sur case noire e7 · Pion noir sur case blanche f7 · Pion noir sur case noire g7 · Pion noir sur case blanche h7 · Cavalier noir sur case noire f6 · Pion noir sur case blanche d5 · Pion blanc sur case noire d4 · Fou blanc sur case noire f4 · Cavalier blanc sur case noire c3 · Pion blanc sur case blanche a2 · Pion blanc sur case noire b2 · Pion blanc sur case blanche c2 · Pion blanc sur case blanche e2 · Pion blanc sur case noire f2 · Pion blanc sur case blanche g2 · Pion blanc sur case noire h2 · Tour blanche sur case noire a1 · Dame blanche sur case blanche d1 · Roi blanc sur case noire e1 · Fou blanc sur case blanche f1 · Cavalier blanc sur case noire g1 · Tour blanche sur case blanche h1 | Tour noire sur case blanche a8 · Cavalier noir sur case noire b8 · Fou noir sur case blanche c8 · Dame noire sur case noire d8 · Roi noir sur case blanche e8 · Fou noir sur case noire f8 · Tour noire sur case noire h8 · Pion noir sur case noire a7 · Pion noir sur case blanche b7 · Pion noir sur case noire c7 · Pion noir sur case noire e7 · Pion noir sur case blanche f7 · Pion noir sur case noire g7 · Pion noir sur case blanche h7 · Cavalier noir sur case noire f6 · Pion noir sur case blanche d5 · Pion blanc sur case noire d4 · Fou blanc sur case noire f4 · Cavalier blanc sur case noire c3 · Pion blanc sur case blanche a2 · Pion blanc sur case noire b2 · Pion blanc sur case blanche c2 · Pion blanc sur case blanche e2 · Pion blanc sur case noire f2 · Pion blanc sur case blanche g2 · Pion blanc sur case noire h2 · Tour blanche sur case noire a1 · Dame blanche sur case blanche d1 · Roi blanc sur case noire e1 · Fou blanc sur case blanche f1 · Cavalier blanc sur case noire g1 · Tour blanche sur case blanche h1 | Tour noire sur case blanche a8 · Cavalier noir sur case noire b8 · Fou noir sur case blanche c8 · Dame noire sur case noire d8 · Roi noir sur case blanche e8 · Fou noir sur case noire f8 · Tour noire sur case noire h8 · Pion noir sur case noire a7 · Pion noir sur case blanche b7 · Pion noir sur case noire c7 · Pion noir sur case noire e7 · Pion noir sur case blanche f7 · Pion noir sur case noire g7 · Pion noir sur case blanche h7 · Cavalier noir sur case noire f6 · Pion noir sur case blanche d5 · Pion blanc sur case noire d4 · Fou blanc sur case noire f4 · Cavalier blanc sur case noire c3 · Pion blanc sur case blanche a2 · Pion blanc sur case noire b2 · Pion blanc sur case blanche c2 · Pion blanc sur case blanche e2 · Pion blanc sur case noire f2 · Pion blanc sur case blanche g2 · Pion blanc sur case noire h2 · Tour blanche sur case noire a1 · Dame blanche sur case blanche d1 · Roi blanc sur case noire e1 · Fou blanc sur case blanche f1 · Cavalier blanc sur case noire g1 · Tour blanche sur case blanche h1 | Tour noire sur case blanche a8 · Cavalier noir sur case noire b8 · Fou noir sur case blanche c8 · Dame noire sur case noire d8 · Roi noir sur case blanche e8 · Fou noir sur case noire f8 · Tour noire sur case noire h8 · Pion noir sur case noire a7 · Pion noir sur case blanche b7 · Pion noir sur case noire c7 · Pion noir sur case noire e7 · Pion noir sur case blanche f7 · Pion noir sur case noire g7 · Pion noir sur case blanche h7 · Cavalier noir sur case noire f6 · Pion noir sur case blanche d5 · Pion blanc sur case noire d4 · Fou blanc sur case noire f4 · Cavalier blanc sur case noire c3 · Pion blanc sur case blanche a2 · Pion blanc sur case noire b2 · Pion blanc sur case blanche c2 · Pion blanc sur case blanche e2 · Pion blanc sur case noire f2 · Pion blanc sur case blanche g2 · Pion blanc sur case noire h2 · Tour blanche sur case noire a1 · Dame blanche sur case blanche d1 · Roi blanc sur case noire e1 · Fou blanc sur case blanche f1 · Cavalier blanc sur case noire g1 · Tour blanche sur case blanche h1 | Tour noire sur case blanche a8 · Cavalier noir sur case noire b8 · Fou noir sur case blanche c8 · Dame noire sur case noire d8 · Roi noir sur case blanche e8 · Fou noir sur case noire f8 · Tour noire sur case noire h8 · Pion noir sur case noire a7 · Pion noir sur case blanche b7 · Pion noir sur case noire c7 · Pion noir sur case noire e7 · Pion noir sur case blanche f7 · Pion noir sur case noire g7 · Pion noir sur case blanche h7 · Cavalier noir sur case noire f6 · Pion noir sur case blanche d5 · Pion blanc sur case noire d4 · Fou blanc sur case noire f4 · Cavalier blanc sur case noire c3 · Pion blanc sur case blanche a2 · Pion blanc sur case noire b2 · Pion blanc sur case blanche c2 · Pion blanc sur case blanche e2 · Pion blanc sur case noire f2 · Pion blanc sur case blanche g2 · Pion blanc sur case noire h2 · Tour blanche sur case noire a1 · Dame blanche sur case blanche d1 · Roi blanc sur case noire e1 · Fou blanc sur case blanche f1 · Cavalier blanc sur case noire g1 · Tour blanche sur case blanche h1 | Tour noire sur case blanche a8 · Cavalier noir sur case noire b8 · Fou noir sur case blanche c8 · Dame noire sur case noire d8 · Roi noir sur case blanche e8 · Fou noir sur case noire f8 · Tour noire sur case noire h8 · Pion noir sur case noire a7 · Pion noir sur case blanche b7 · Pion noir sur case noire c7 · Pion noir sur case noire e7 · Pion noir sur case blanche f7 · Pion noir sur case noire g7 · Pion noir sur case blanche h7 · Cavalier noir sur case noire f6 · Pion noir sur case blanche d5 · Pion blanc sur case noire d4 · Fou blanc sur case noire f4 · Cavalier blanc sur case noire c3 · Pion blanc sur case blanche a2 · Pion blanc sur case noire b2 · Pion blanc sur case blanche c2 · Pion blanc sur case blanche e2 · Pion blanc sur case noire f2 · Pion blanc sur case blanche g2 · Pion blanc sur case noire h2 · Tour blanche sur case noire a1 · Dame blanche sur case blanche d1 · Roi blanc sur case noire e1 · Fou blanc sur case blanche f1 · Cavalier blanc sur case noire g1 · Tour blanche sur case blanche h1 | 8 |
| 7 | Tour noire sur case blanche a8 · Cavalier noir sur case noire b8 · Fou noir sur case blanche c8 · Dame noire sur case noire d8 · Roi noir sur case blanche e8 · Fou noir sur case noire f8 · Tour noire sur case noire h8 · Pion noir sur case noire a7 · Pion noir sur case blanche b7 · Pion noir sur case noire c7 · Pion noir sur case noire e7 · Pion noir sur case blanche f7 · Pion noir sur case noire g7 · Pion noir sur case blanche h7 · Cavalier noir sur case noire f6 · Pion noir sur case blanche d5 · Pion blanc sur case noire d4 · Fou blanc sur case noire f4 · Cavalier blanc sur case noire c3 · Pion blanc sur case blanche a2 · Pion blanc sur case noire b2 · Pion blanc sur case blanche c2 · Pion blanc sur case blanche e2 · Pion blanc sur case noire f2 · Pion blanc sur case blanche g2 · Pion blanc sur case noire h2 · Tour blanche sur case noire a1 · Dame blanche sur case blanche d1 · Roi blanc sur case noire e1 · Fou blanc sur case blanche f1 · Cavalier blanc sur case noire g1 · Tour blanche sur case blanche h1 | Tour noire sur case blanche a8 · Cavalier noir sur case noire b8 · Fou noir sur case blanche c8 · Dame noire sur case noire d8 · Roi noir sur case blanche e8 · Fou noir sur case noire f8 · Tour noire sur case noire h8 · Pion noir sur case noire a7 · Pion noir sur case blanche b7 · Pion noir sur case noire c7 · Pion noir sur case noire e7 · Pion noir sur case blanche f7 · Pion noir sur case noire g7 · Pion noir sur case blanche h7 · Cavalier noir sur case noire f6 · Pion noir sur case blanche d5 · Pion blanc sur case noire d4 · Fou blanc sur case noire f4 · Cavalier blanc sur case noire c3 · Pion blanc sur case blanche a2 · Pion blanc sur case noire b2 · Pion blanc sur case blanche c2 · Pion blanc sur case blanche e2 · Pion blanc sur case noire f2 · Pion blanc sur case blanche g2 · Pion blanc sur case noire h2 · Tour blanche sur case noire a1 · Dame blanche sur case blanche d1 · Roi blanc sur case noire e1 · Fou blanc sur case blanche f1 · Cavalier blanc sur case noire g1 · Tour blanche sur case blanche h1 | Tour noire sur case blanche a8 · Cavalier noir sur case noire b8 · Fou noir sur case blanche c8 · Dame noire sur case noire d8 · Roi noir sur case blanche e8 · Fou noir sur case noire f8 · Tour noire sur case noire h8 · Pion noir sur case noire a7 · Pion noir sur case blanche b7 · Pion noir sur case noire c7 · Pion noir sur case noire e7 · Pion noir sur case blanche f7 · Pion noir sur case noire g7 · Pion noir sur case blanche h7 · Cavalier noir sur case noire f6 · Pion noir sur case blanche d5 · Pion blanc sur case noire d4 · Fou blanc sur case noire f4 · Cavalier blanc sur case noire c3 · Pion blanc sur case blanche a2 · Pion blanc sur case noire b2 · Pion blanc sur case blanche c2 · Pion blanc sur case blanche e2 · Pion blanc sur case noire f2 · Pion blanc sur case blanche g2 · Pion blanc sur case noire h2 · Tour blanche sur case noire a1 · Dame blanche sur case blanche d1 · Roi blanc sur case noire e1 · Fou blanc sur case blanche f1 · Cavalier blanc sur case noire g1 · Tour blanche sur case blanche h1 | Tour noire sur case blanche a8 · Cavalier noir sur case noire b8 · Fou noir sur case blanche c8 · Dame noire sur case noire d8 · Roi noir sur case blanche e8 · Fou noir sur case noire f8 · Tour noire sur case noire h8 · Pion noir sur case noire a7 · Pion noir sur case blanche b7 · Pion noir sur case noire c7 · Pion noir sur case noire e7 · Pion noir sur case blanche f7 · Pion noir sur case noire g7 · Pion noir sur case blanche h7 · Cavalier noir sur case noire f6 · Pion noir sur case blanche d5 · Pion blanc sur case noire d4 · Fou blanc sur case noire f4 · Cavalier blanc sur case noire c3 · Pion blanc sur case blanche a2 · Pion blanc sur case noire b2 · Pion blanc sur case blanche c2 · Pion blanc sur case blanche e2 · Pion blanc sur case noire f2 · Pion blanc sur case blanche g2 · Pion blanc sur case noire h2 · Tour blanche sur case noire a1 · Dame blanche sur case blanche d1 · Roi blanc sur case noire e1 · Fou blanc sur case blanche f1 · Cavalier blanc sur case noire g1 · Tour blanche sur case blanche h1 | Tour noire sur case blanche a8 · Cavalier noir sur case noire b8 · Fou noir sur case blanche c8 · Dame noire sur case noire d8 · Roi noir sur case blanche e8 · Fou noir sur case noire f8 · Tour noire sur case noire h8 · Pion noir sur case noire a7 · Pion noir sur case blanche b7 · Pion noir sur case noire c7 · Pion noir sur case noire e7 · Pion noir sur case blanche f7 · Pion noir sur case noire g7 · Pion noir sur case blanche h7 · Cavalier noir sur case noire f6 · Pion noir sur case blanche d5 · Pion blanc sur case noire d4 · Fou blanc sur case noire f4 · Cavalier blanc sur case noire c3 · Pion blanc sur case blanche a2 · Pion blanc sur case noire b2 · Pion blanc sur case blanche c2 · Pion blanc sur case blanche e2 · Pion blanc sur case noire f2 · Pion blanc sur case blanche g2 · Pion blanc sur case noire h2 · Tour blanche sur case noire a1 · Dame blanche sur case blanche d1 · Roi blanc sur case noire e1 · Fou blanc sur case blanche f1 · Cavalier blanc sur case noire g1 · Tour blanche sur case blanche h1 | Tour noire sur case blanche a8 · Cavalier noir sur case noire b8 · Fou noir sur case blanche c8 · Dame noire sur case noire d8 · Roi noir sur case blanche e8 · Fou noir sur case noire f8 · Tour noire sur case noire h8 · Pion noir sur case noire a7 · Pion noir sur case blanche b7 · Pion noir sur case noire c7 · Pion noir sur case noire e7 · Pion noir sur case blanche f7 · Pion noir sur case noire g7 · Pion noir sur case blanche h7 · Cavalier noir sur case noire f6 · Pion noir sur case blanche d5 · Pion blanc sur case noire d4 · Fou blanc sur case noire f4 · Cavalier blanc sur case noire c3 · Pion blanc sur case blanche a2 · Pion blanc sur case noire b2 · Pion blanc sur case blanche c2 · Pion blanc sur case blanche e2 · Pion blanc sur case noire f2 · Pion blanc sur case blanche g2 · Pion blanc sur case noire h2 · Tour blanche sur case noire a1 · Dame blanche sur case blanche d1 · Roi blanc sur case noire e1 · Fou blanc sur case blanche f1 · Cavalier blanc sur case noire g1 · Tour blanche sur case blanche h1 | Tour noire sur case blanche a8 · Cavalier noir sur case noire b8 · Fou noir sur case blanche c8 · Dame noire sur case noire d8 · Roi noir sur case blanche e8 · Fou noir sur case noire f8 · Tour noire sur case noire h8 · Pion noir sur case noire a7 · Pion noir sur case blanche b7 · Pion noir sur case noire c7 · Pion noir sur case noire e7 · Pion noir sur case blanche f7 · Pion noir sur case noire g7 · Pion noir sur case blanche h7 · Cavalier noir sur case noire f6 · Pion noir sur case blanche d5 · Pion blanc sur case noire d4 · Fou blanc sur case noire f4 · Cavalier blanc sur case noire c3 · Pion blanc sur case blanche a2 · Pion blanc sur case noire b2 · Pion blanc sur case blanche c2 · Pion blanc sur case blanche e2 · Pion blanc sur case noire f2 · Pion blanc sur case blanche g2 · Pion blanc sur case noire h2 · Tour blanche sur case noire a1 · Dame blanche sur case blanche d1 · Roi blanc sur case noire e1 · Fou blanc sur case blanche f1 · Cavalier blanc sur case noire g1 · Tour blanche sur case blanche h1 | Tour noire sur case blanche a8 · Cavalier noir sur case noire b8 · Fou noir sur case blanche c8 · Dame noire sur case noire d8 · Roi noir sur case blanche e8 · Fou noir sur case noire f8 · Tour noire sur case noire h8 · Pion noir sur case noire a7 · Pion noir sur case blanche b7 · Pion noir sur case noire c7 · Pion noir sur case noire e7 · Pion noir sur case blanche f7 · Pion noir sur case noire g7 · Pion noir sur case blanche h7 · Cavalier noir sur case noire f6 · Pion noir sur case blanche d5 · Pion blanc sur case noire d4 · Fou blanc sur case noire f4 · Cavalier blanc sur case noire c3 · Pion blanc sur case blanche a2 · Pion blanc sur case noire b2 · Pion blanc sur case blanche c2 · Pion blanc sur case blanche e2 · Pion blanc sur case noire f2 · Pion blanc sur case blanche g2 · Pion blanc sur case noire h2 · Tour blanche sur case noire a1 · Dame blanche sur case blanche d1 · Roi blanc sur case noire e1 · Fou blanc sur case blanche f1 · Cavalier blanc sur case noire g1 · Tour blanche sur case blanche h1 | 7 |
| 6 | Tour noire sur case blanche a8 · Cavalier noir sur case noire b8 · Fou noir sur case blanche c8 · Dame noire sur case noire d8 · Roi noir sur case blanche e8 · Fou noir sur case noire f8 · Tour noire sur case noire h8 · Pion noir sur case noire a7 · Pion noir sur case blanche b7 · Pion noir sur case noire c7 · Pion noir sur case noire e7 · Pion noir sur case blanche f7 · Pion noir sur case noire g7 · Pion noir sur case blanche h7 · Cavalier noir sur case noire f6 · Pion noir sur case blanche d5 · Pion blanc sur case noire d4 · Fou blanc sur case noire f4 · Cavalier blanc sur case noire c3 · Pion blanc sur case blanche a2 · Pion blanc sur case noire b2 · Pion blanc sur case blanche c2 · Pion blanc sur case blanche e2 · Pion blanc sur case noire f2 · Pion blanc sur case blanche g2 · Pion blanc sur case noire h2 · Tour blanche sur case noire a1 · Dame blanche sur case blanche d1 · Roi blanc sur case noire e1 · Fou blanc sur case blanche f1 · Cavalier blanc sur case noire g1 · Tour blanche sur case blanche h1 | Tour noire sur case blanche a8 · Cavalier noir sur case noire b8 · Fou noir sur case blanche c8 · Dame noire sur case noire d8 · Roi noir sur case blanche e8 · Fou noir sur case noire f8 · Tour noire sur case noire h8 · Pion noir sur case noire a7 · Pion noir sur case blanche b7 · Pion noir sur case noire c7 · Pion noir sur case noire e7 · Pion noir sur case blanche f7 · Pion noir sur case noire g7 · Pion noir sur case blanche h7 · Cavalier noir sur case noire f6 · Pion noir sur case blanche d5 · Pion blanc sur case noire d4 · Fou blanc sur case noire f4 · Cavalier blanc sur case noire c3 · Pion blanc sur case blanche a2 · Pion blanc sur case noire b2 · Pion blanc sur case blanche c2 · Pion blanc sur case blanche e2 · Pion blanc sur case noire f2 · Pion blanc sur case blanche g2 · Pion blanc sur case noire h2 · Tour blanche sur case noire a1 · Dame blanche sur case blanche d1 · Roi blanc sur case noire e1 · Fou blanc sur case blanche f1 · Cavalier blanc sur case noire g1 · Tour blanche sur case blanche h1 | Tour noire sur case blanche a8 · Cavalier noir sur case noire b8 · Fou noir sur case blanche c8 · Dame noire sur case noire d8 · Roi noir sur case blanche e8 · Fou noir sur case noire f8 · Tour noire sur case noire h8 · Pion noir sur case noire a7 · Pion noir sur case blanche b7 · Pion noir sur case noire c7 · Pion noir sur case noire e7 · Pion noir sur case blanche f7 · Pion noir sur case noire g7 · Pion noir sur case blanche h7 · Cavalier noir sur case noire f6 · Pion noir sur case blanche d5 · Pion blanc sur case noire d4 · Fou blanc sur case noire f4 · Cavalier blanc sur case noire c3 · Pion blanc sur case blanche a2 · Pion blanc sur case noire b2 · Pion blanc sur case blanche c2 · Pion blanc sur case blanche e2 · Pion blanc sur case noire f2 · Pion blanc sur case blanche g2 · Pion blanc sur case noire h2 · Tour blanche sur case noire a1 · Dame blanche sur case blanche d1 · Roi blanc sur case noire e1 · Fou blanc sur case blanche f1 · Cavalier blanc sur case noire g1 · Tour blanche sur case blanche h1 | Tour noire sur case blanche a8 · Cavalier noir sur case noire b8 · Fou noir sur case blanche c8 · Dame noire sur case noire d8 · Roi noir sur case blanche e8 · Fou noir sur case noire f8 · Tour noire sur case noire h8 · Pion noir sur case noire a7 · Pion noir sur case blanche b7 · Pion noir sur case noire c7 · Pion noir sur case noire e7 · Pion noir sur case blanche f7 · Pion noir sur case noire g7 · Pion noir sur case blanche h7 · Cavalier noir sur case noire f6 · Pion noir sur case blanche d5 · Pion blanc sur case noire d4 · Fou blanc sur case noire f4 · Cavalier blanc sur case noire c3 · Pion blanc sur case blanche a2 · Pion blanc sur case noire b2 · Pion blanc sur case blanche c2 · Pion blanc sur case blanche e2 · Pion blanc sur case noire f2 · Pion blanc sur case blanche g2 · Pion blanc sur case noire h2 · Tour blanche sur case noire a1 · Dame blanche sur case blanche d1 · Roi blanc sur case noire e1 · Fou blanc sur case blanche f1 · Cavalier blanc sur case noire g1 · Tour blanche sur case blanche h1 | Tour noire sur case blanche a8 · Cavalier noir sur case noire b8 · Fou noir sur case blanche c8 · Dame noire sur case noire d8 · Roi noir sur case blanche e8 · Fou noir sur case noire f8 · Tour noire sur case noire h8 · Pion noir sur case noire a7 · Pion noir sur case blanche b7 · Pion noir sur case noire c7 · Pion noir sur case noire e7 · Pion noir sur case blanche f7 · Pion noir sur case noire g7 · Pion noir sur case blanche h7 · Cavalier noir sur case noire f6 · Pion noir sur case blanche d5 · Pion blanc sur case noire d4 · Fou blanc sur case noire f4 · Cavalier blanc sur case noire c3 · Pion blanc sur case blanche a2 · Pion blanc sur case noire b2 · Pion blanc sur case blanche c2 · Pion blanc sur case blanche e2 · Pion blanc sur case noire f2 · Pion blanc sur case blanche g2 · Pion blanc sur case noire h2 · Tour blanche sur case noire a1 · Dame blanche sur case blanche d1 · Roi blanc sur case noire e1 · Fou blanc sur case blanche f1 · Cavalier blanc sur case noire g1 · Tour blanche sur case blanche h1 | Tour noire sur case blanche a8 · Cavalier noir sur case noire b8 · Fou noir sur case blanche c8 · Dame noire sur case noire d8 · Roi noir sur case blanche e8 · Fou noir sur case noire f8 · Tour noire sur case noire h8 · Pion noir sur case noire a7 · Pion noir sur case blanche b7 · Pion noir sur case noire c7 · Pion noir sur case noire e7 · Pion noir sur case blanche f7 · Pion noir sur case noire g7 · Pion noir sur case blanche h7 · Cavalier noir sur case noire f6 · Pion noir sur case blanche d5 · Pion blanc sur case noire d4 · Fou blanc sur case noire f4 · Cavalier blanc sur case noire c3 · Pion blanc sur case blanche a2 · Pion blanc sur case noire b2 · Pion blanc sur case blanche c2 · Pion blanc sur case blanche e2 · Pion blanc sur case noire f2 · Pion blanc sur case blanche g2 · Pion blanc sur case noire h2 · Tour blanche sur case noire a1 · Dame blanche sur case blanche d1 · Roi blanc sur case noire e1 · Fou blanc sur case blanche f1 · Cavalier blanc sur case noire g1 · Tour blanche sur case blanche h1 | Tour noire sur case blanche a8 · Cavalier noir sur case noire b8 · Fou noir sur case blanche c8 · Dame noire sur case noire d8 · Roi noir sur case blanche e8 · Fou noir sur case noire f8 · Tour noire sur case noire h8 · Pion noir sur case noire a7 · Pion noir sur case blanche b7 · Pion noir sur case noire c7 · Pion noir sur case noire e7 · Pion noir sur case blanche f7 · Pion noir sur case noire g7 · Pion noir sur case blanche h7 · Cavalier noir sur case noire f6 · Pion noir sur case blanche d5 · Pion blanc sur case noire d4 · Fou blanc sur case noire f4 · Cavalier blanc sur case noire c3 · Pion blanc sur case blanche a2 · Pion blanc sur case noire b2 · Pion blanc sur case blanche c2 · Pion blanc sur case blanche e2 · Pion blanc sur case noire f2 · Pion blanc sur case blanche g2 · Pion blanc sur case noire h2 · Tour blanche sur case noire a1 · Dame blanche sur case blanche d1 · Roi blanc sur case noire e1 · Fou blanc sur case blanche f1 · Cavalier blanc sur case noire g1 · Tour blanche sur case blanche h1 | Tour noire sur case blanche a8 · Cavalier noir sur case noire b8 · Fou noir sur case blanche c8 · Dame noire sur case noire d8 · Roi noir sur case blanche e8 · Fou noir sur case noire f8 · Tour noire sur case noire h8 · Pion noir sur case noire a7 · Pion noir sur case blanche b7 · Pion noir sur case noire c7 · Pion noir sur case noire e7 · Pion noir sur case blanche f7 · Pion noir sur case noire g7 · Pion noir sur case blanche h7 · Cavalier noir sur case noire f6 · Pion noir sur case blanche d5 · Pion blanc sur case noire d4 · Fou blanc sur case noire f4 · Cavalier blanc sur case noire c3 · Pion blanc sur case blanche a2 · Pion blanc sur case noire b2 · Pion blanc sur case blanche c2 · Pion blanc sur case blanche e2 · Pion blanc sur case noire f2 · Pion blanc sur case blanche g2 · Pion blanc sur case noire h2 · Tour blanche sur case noire a1 · Dame blanche sur case blanche d1 · Roi blanc sur case noire e1 · Fou blanc sur case blanche f1 · Cavalier blanc sur case noire g1 · Tour blanche sur case blanche h1 | 6 |
| 5 | Tour noire sur case blanche a8 · Cavalier noir sur case noire b8 · Fou noir sur case blanche c8 · Dame noire sur case noire d8 · Roi noir sur case blanche e8 · Fou noir sur case noire f8 · Tour noire sur case noire h8 · Pion noir sur case noire a7 · Pion noir sur case blanche b7 · Pion noir sur case noire c7 · Pion noir sur case noire e7 · Pion noir sur case blanche f7 · Pion noir sur case noire g7 · Pion noir sur case blanche h7 · Cavalier noir sur case noire f6 · Pion noir sur case blanche d5 · Pion blanc sur case noire d4 · Fou blanc sur case noire f4 · Cavalier blanc sur case noire c3 · Pion blanc sur case blanche a2 · Pion blanc sur case noire b2 · Pion blanc sur case blanche c2 · Pion blanc sur case blanche e2 · Pion blanc sur case noire f2 · Pion blanc sur case blanche g2 · Pion blanc sur case noire h2 · Tour blanche sur case noire a1 · Dame blanche sur case blanche d1 · Roi blanc sur case noire e1 · Fou blanc sur case blanche f1 · Cavalier blanc sur case noire g1 · Tour blanche sur case blanche h1 | Tour noire sur case blanche a8 · Cavalier noir sur case noire b8 · Fou noir sur case blanche c8 · Dame noire sur case noire d8 · Roi noir sur case blanche e8 · Fou noir sur case noire f8 · Tour noire sur case noire h8 · Pion noir sur case noire a7 · Pion noir sur case blanche b7 · Pion noir sur case noire c7 · Pion noir sur case noire e7 · Pion noir sur case blanche f7 · Pion noir sur case noire g7 · Pion noir sur case blanche h7 · Cavalier noir sur case noire f6 · Pion noir sur case blanche d5 · Pion blanc sur case noire d4 · Fou blanc sur case noire f4 · Cavalier blanc sur case noire c3 · Pion blanc sur case blanche a2 · Pion blanc sur case noire b2 · Pion blanc sur case blanche c2 · Pion blanc sur case blanche e2 · Pion blanc sur case noire f2 · Pion blanc sur case blanche g2 · Pion blanc sur case noire h2 · Tour blanche sur case noire a1 · Dame blanche sur case blanche d1 · Roi blanc sur case noire e1 · Fou blanc sur case blanche f1 · Cavalier blanc sur case noire g1 · Tour blanche sur case blanche h1 | Tour noire sur case blanche a8 · Cavalier noir sur case noire b8 · Fou noir sur case blanche c8 · Dame noire sur case noire d8 · Roi noir sur case blanche e8 · Fou noir sur case noire f8 · Tour noire sur case noire h8 · Pion noir sur case noire a7 · Pion noir sur case blanche b7 · Pion noir sur case noire c7 · Pion noir sur case noire e7 · Pion noir sur case blanche f7 · Pion noir sur case noire g7 · Pion noir sur case blanche h7 · Cavalier noir sur case noire f6 · Pion noir sur case blanche d5 · Pion blanc sur case noire d4 · Fou blanc sur case noire f4 · Cavalier blanc sur case noire c3 · Pion blanc sur case blanche a2 · Pion blanc sur case noire b2 · Pion blanc sur case blanche c2 · Pion blanc sur case blanche e2 · Pion blanc sur case noire f2 · Pion blanc sur case blanche g2 · Pion blanc sur case noire h2 · Tour blanche sur case noire a1 · Dame blanche sur case blanche d1 · Roi blanc sur case noire e1 · Fou blanc sur case blanche f1 · Cavalier blanc sur case noire g1 · Tour blanche sur case blanche h1 | Tour noire sur case blanche a8 · Cavalier noir sur case noire b8 · Fou noir sur case blanche c8 · Dame noire sur case noire d8 · Roi noir sur case blanche e8 · Fou noir sur case noire f8 · Tour noire sur case noire h8 · Pion noir sur case noire a7 · Pion noir sur case blanche b7 · Pion noir sur case noire c7 · Pion noir sur case noire e7 · Pion noir sur case blanche f7 · Pion noir sur case noire g7 · Pion noir sur case blanche h7 · Cavalier noir sur case noire f6 · Pion noir sur case blanche d5 · Pion blanc sur case noire d4 · Fou blanc sur case noire f4 · Cavalier blanc sur case noire c3 · Pion blanc sur case blanche a2 · Pion blanc sur case noire b2 · Pion blanc sur case blanche c2 · Pion blanc sur case blanche e2 · Pion blanc sur case noire f2 · Pion blanc sur case blanche g2 · Pion blanc sur case noire h2 · Tour blanche sur case noire a1 · Dame blanche sur case blanche d1 · Roi blanc sur case noire e1 · Fou blanc sur case blanche f1 · Cavalier blanc sur case noire g1 · Tour blanche sur case blanche h1 | Tour noire sur case blanche a8 · Cavalier noir sur case noire b8 · Fou noir sur case blanche c8 · Dame noire sur case noire d8 · Roi noir sur case blanche e8 · Fou noir sur case noire f8 · Tour noire sur case noire h8 · Pion noir sur case noire a7 · Pion noir sur case blanche b7 · Pion noir sur case noire c7 · Pion noir sur case noire e7 · Pion noir sur case blanche f7 · Pion noir sur case noire g7 · Pion noir sur case blanche h7 · Cavalier noir sur case noire f6 · Pion noir sur case blanche d5 · Pion blanc sur case noire d4 · Fou blanc sur case noire f4 · Cavalier blanc sur case noire c3 · Pion blanc sur case blanche a2 · Pion blanc sur case noire b2 · Pion blanc sur case blanche c2 · Pion blanc sur case blanche e2 · Pion blanc sur case noire f2 · Pion blanc sur case blanche g2 · Pion blanc sur case noire h2 · Tour blanche sur case noire a1 · Dame blanche sur case blanche d1 · Roi blanc sur case noire e1 · Fou blanc sur case blanche f1 · Cavalier blanc sur case noire g1 · Tour blanche sur case blanche h1 | Tour noire sur case blanche a8 · Cavalier noir sur case noire b8 · Fou noir sur case blanche c8 · Dame noire sur case noire d8 · Roi noir sur case blanche e8 · Fou noir sur case noire f8 · Tour noire sur case noire h8 · Pion noir sur case noire a7 · Pion noir sur case blanche b7 · Pion noir sur case noire c7 · Pion noir sur case noire e7 · Pion noir sur case blanche f7 · Pion noir sur case noire g7 · Pion noir sur case blanche h7 · Cavalier noir sur case noire f6 · Pion noir sur case blanche d5 · Pion blanc sur case noire d4 · Fou blanc sur case noire f4 · Cavalier blanc sur case noire c3 · Pion blanc sur case blanche a2 · Pion blanc sur case noire b2 · Pion blanc sur case blanche c2 · Pion blanc sur case blanche e2 · Pion blanc sur case noire f2 · Pion blanc sur case blanche g2 · Pion blanc sur case noire h2 · Tour blanche sur case noire a1 · Dame blanche sur case blanche d1 · Roi blanc sur case noire e1 · Fou blanc sur case blanche f1 · Cavalier blanc sur case noire g1 · Tour blanche sur case blanche h1 | Tour noire sur case blanche a8 · Cavalier noir sur case noire b8 · Fou noir sur case blanche c8 · Dame noire sur case noire d8 · Roi noir sur case blanche e8 · Fou noir sur case noire f8 · Tour noire sur case noire h8 · Pion noir sur case noire a7 · Pion noir sur case blanche b7 · Pion noir sur case noire c7 · Pion noir sur case noire e7 · Pion noir sur case blanche f7 · Pion noir sur case noire g7 · Pion noir sur case blanche h7 · Cavalier noir sur case noire f6 · Pion noir sur case blanche d5 · Pion blanc sur case noire d4 · Fou blanc sur case noire f4 · Cavalier blanc sur case noire c3 · Pion blanc sur case blanche a2 · Pion blanc sur case noire b2 · Pion blanc sur case blanche c2 · Pion blanc sur case blanche e2 · Pion blanc sur case noire f2 · Pion blanc sur case blanche g2 · Pion blanc sur case noire h2 · Tour blanche sur case noire a1 · Dame blanche sur case blanche d1 · Roi blanc sur case noire e1 · Fou blanc sur case blanche f1 · Cavalier blanc sur case noire g1 · Tour blanche sur case blanche h1 | Tour noire sur case blanche a8 · Cavalier noir sur case noire b8 · Fou noir sur case blanche c8 · Dame noire sur case noire d8 · Roi noir sur case blanche e8 · Fou noir sur case noire f8 · Tour noire sur case noire h8 · Pion noir sur case noire a7 · Pion noir sur case blanche b7 · Pion noir sur case noire c7 · Pion noir sur case noire e7 · Pion noir sur case blanche f7 · Pion noir sur case noire g7 · Pion noir sur case blanche h7 · Cavalier noir sur case noire f6 · Pion noir sur case blanche d5 · Pion blanc sur case noire d4 · Fou blanc sur case noire f4 · Cavalier blanc sur case noire c3 · Pion blanc sur case blanche a2 · Pion blanc sur case noire b2 · Pion blanc sur case blanche c2 · Pion blanc sur case blanche e2 · Pion blanc sur case noire f2 · Pion blanc sur case blanche g2 · Pion blanc sur case noire h2 · Tour blanche sur case noire a1 · Dame blanche sur case blanche d1 · Roi blanc sur case noire e1 · Fou blanc sur case blanche f1 · Cavalier blanc sur case noire g1 · Tour blanche sur case blanche h1 | 5 |
| 4 | Tour noire sur case blanche a8 · Cavalier noir sur case noire b8 · Fou noir sur case blanche c8 · Dame noire sur case noire d8 · Roi noir sur case blanche e8 · Fou noir sur case noire f8 · Tour noire sur case noire h8 · Pion noir sur case noire a7 · Pion noir sur case blanche b7 · Pion noir sur case noire c7 · Pion noir sur case noire e7 · Pion noir sur case blanche f7 · Pion noir sur case noire g7 · Pion noir sur case blanche h7 · Cavalier noir sur case noire f6 · Pion noir sur case blanche d5 · Pion blanc sur case noire d4 · Fou blanc sur case noire f4 · Cavalier blanc sur case noire c3 · Pion blanc sur case blanche a2 · Pion blanc sur case noire b2 · Pion blanc sur case blanche c2 · Pion blanc sur case blanche e2 · Pion blanc sur case noire f2 · Pion blanc sur case blanche g2 · Pion blanc sur case noire h2 · Tour blanche sur case noire a1 · Dame blanche sur case blanche d1 · Roi blanc sur case noire e1 · Fou blanc sur case blanche f1 · Cavalier blanc sur case noire g1 · Tour blanche sur case blanche h1 | Tour noire sur case blanche a8 · Cavalier noir sur case noire b8 · Fou noir sur case blanche c8 · Dame noire sur case noire d8 · Roi noir sur case blanche e8 · Fou noir sur case noire f8 · Tour noire sur case noire h8 · Pion noir sur case noire a7 · Pion noir sur case blanche b7 · Pion noir sur case noire c7 · Pion noir sur case noire e7 · Pion noir sur case blanche f7 · Pion noir sur case noire g7 · Pion noir sur case blanche h7 · Cavalier noir sur case noire f6 · Pion noir sur case blanche d5 · Pion blanc sur case noire d4 · Fou blanc sur case noire f4 · Cavalier blanc sur case noire c3 · Pion blanc sur case blanche a2 · Pion blanc sur case noire b2 · Pion blanc sur case blanche c2 · Pion blanc sur case blanche e2 · Pion blanc sur case noire f2 · Pion blanc sur case blanche g2 · Pion blanc sur case noire h2 · Tour blanche sur case noire a1 · Dame blanche sur case blanche d1 · Roi blanc sur case noire e1 · Fou blanc sur case blanche f1 · Cavalier blanc sur case noire g1 · Tour blanche sur case blanche h1 | Tour noire sur case blanche a8 · Cavalier noir sur case noire b8 · Fou noir sur case blanche c8 · Dame noire sur case noire d8 · Roi noir sur case blanche e8 · Fou noir sur case noire f8 · Tour noire sur case noire h8 · Pion noir sur case noire a7 · Pion noir sur case blanche b7 · Pion noir sur case noire c7 · Pion noir sur case noire e7 · Pion noir sur case blanche f7 · Pion noir sur case noire g7 · Pion noir sur case blanche h7 · Cavalier noir sur case noire f6 · Pion noir sur case blanche d5 · Pion blanc sur case noire d4 · Fou blanc sur case noire f4 · Cavalier blanc sur case noire c3 · Pion blanc sur case blanche a2 · Pion blanc sur case noire b2 · Pion blanc sur case blanche c2 · Pion blanc sur case blanche e2 · Pion blanc sur case noire f2 · Pion blanc sur case blanche g2 · Pion blanc sur case noire h2 · Tour blanche sur case noire a1 · Dame blanche sur case blanche d1 · Roi blanc sur case noire e1 · Fou blanc sur case blanche f1 · Cavalier blanc sur case noire g1 · Tour blanche sur case blanche h1 | Tour noire sur case blanche a8 · Cavalier noir sur case noire b8 · Fou noir sur case blanche c8 · Dame noire sur case noire d8 · Roi noir sur case blanche e8 · Fou noir sur case noire f8 · Tour noire sur case noire h8 · Pion noir sur case noire a7 · Pion noir sur case blanche b7 · Pion noir sur case noire c7 · Pion noir sur case noire e7 · Pion noir sur case blanche f7 · Pion noir sur case noire g7 · Pion noir sur case blanche h7 · Cavalier noir sur case noire f6 · Pion noir sur case blanche d5 · Pion blanc sur case noire d4 · Fou blanc sur case noire f4 · Cavalier blanc sur case noire c3 · Pion blanc sur case blanche a2 · Pion blanc sur case noire b2 · Pion blanc sur case blanche c2 · Pion blanc sur case blanche e2 · Pion blanc sur case noire f2 · Pion blanc sur case blanche g2 · Pion blanc sur case noire h2 · Tour blanche sur case noire a1 · Dame blanche sur case blanche d1 · Roi blanc sur case noire e1 · Fou blanc sur case blanche f1 · Cavalier blanc sur case noire g1 · Tour blanche sur case blanche h1 | Tour noire sur case blanche a8 · Cavalier noir sur case noire b8 · Fou noir sur case blanche c8 · Dame noire sur case noire d8 · Roi noir sur case blanche e8 · Fou noir sur case noire f8 · Tour noire sur case noire h8 · Pion noir sur case noire a7 · Pion noir sur case blanche b7 · Pion noir sur case noire c7 · Pion noir sur case noire e7 · Pion noir sur case blanche f7 · Pion noir sur case noire g7 · Pion noir sur case blanche h7 · Cavalier noir sur case noire f6 · Pion noir sur case blanche d5 · Pion blanc sur case noire d4 · Fou blanc sur case noire f4 · Cavalier blanc sur case noire c3 · Pion blanc sur case blanche a2 · Pion blanc sur case noire b2 · Pion blanc sur case blanche c2 · Pion blanc sur case blanche e2 · Pion blanc sur case noire f2 · Pion blanc sur case blanche g2 · Pion blanc sur case noire h2 · Tour blanche sur case noire a1 · Dame blanche sur case blanche d1 · Roi blanc sur case noire e1 · Fou blanc sur case blanche f1 · Cavalier blanc sur case noire g1 · Tour blanche sur case blanche h1 | Tour noire sur case blanche a8 · Cavalier noir sur case noire b8 · Fou noir sur case blanche c8 · Dame noire sur case noire d8 · Roi noir sur case blanche e8 · Fou noir sur case noire f8 · Tour noire sur case noire h8 · Pion noir sur case noire a7 · Pion noir sur case blanche b7 · Pion noir sur case noire c7 · Pion noir sur case noire e7 · Pion noir sur case blanche f7 · Pion noir sur case noire g7 · Pion noir sur case blanche h7 · Cavalier noir sur case noire f6 · Pion noir sur case blanche d5 · Pion blanc sur case noire d4 · Fou blanc sur case noire f4 · Cavalier blanc sur case noire c3 · Pion blanc sur case blanche a2 · Pion blanc sur case noire b2 · Pion blanc sur case blanche c2 · Pion blanc sur case blanche e2 · Pion blanc sur case noire f2 · Pion blanc sur case blanche g2 · Pion blanc sur case noire h2 · Tour blanche sur case noire a1 · Dame blanche sur case blanche d1 · Roi blanc sur case noire e1 · Fou blanc sur case blanche f1 · Cavalier blanc sur case noire g1 · Tour blanche sur case blanche h1 | Tour noire sur case blanche a8 · Cavalier noir sur case noire b8 · Fou noir sur case blanche c8 · Dame noire sur case noire d8 · Roi noir sur case blanche e8 · Fou noir sur case noire f8 · Tour noire sur case noire h8 · Pion noir sur case noire a7 · Pion noir sur case blanche b7 · Pion noir sur case noire c7 · Pion noir sur case noire e7 · Pion noir sur case blanche f7 · Pion noir sur case noire g7 · Pion noir sur case blanche h7 · Cavalier noir sur case noire f6 · Pion noir sur case blanche d5 · Pion blanc sur case noire d4 · Fou blanc sur case noire f4 · Cavalier blanc sur case noire c3 · Pion blanc sur case blanche a2 · Pion blanc sur case noire b2 · Pion blanc sur case blanche c2 · Pion blanc sur case blanche e2 · Pion blanc sur case noire f2 · Pion blanc sur case blanche g2 · Pion blanc sur case noire h2 · Tour blanche sur case noire a1 · Dame blanche sur case blanche d1 · Roi blanc sur case noire e1 · Fou blanc sur case blanche f1 · Cavalier blanc sur case noire g1 · Tour blanche sur case blanche h1 | Tour noire sur case blanche a8 · Cavalier noir sur case noire b8 · Fou noir sur case blanche c8 · Dame noire sur case noire d8 · Roi noir sur case blanche e8 · Fou noir sur case noire f8 · Tour noire sur case noire h8 · Pion noir sur case noire a7 · Pion noir sur case blanche b7 · Pion noir sur case noire c7 · Pion noir sur case noire e7 · Pion noir sur case blanche f7 · Pion noir sur case noire g7 · Pion noir sur case blanche h7 · Cavalier noir sur case noire f6 · Pion noir sur case blanche d5 · Pion blanc sur case noire d4 · Fou blanc sur case noire f4 · Cavalier blanc sur case noire c3 · Pion blanc sur case blanche a2 · Pion blanc sur case noire b2 · Pion blanc sur case blanche c2 · Pion blanc sur case blanche e2 · Pion blanc sur case noire f2 · Pion blanc sur case blanche g2 · Pion blanc sur case noire h2 · Tour blanche sur case noire a1 · Dame blanche sur case blanche d1 · Roi blanc sur case noire e1 · Fou blanc sur case blanche f1 · Cavalier blanc sur case noire g1 · Tour blanche sur case blanche h1 | 4 |
| 3 | Tour noire sur case blanche a8 · Cavalier noir sur case noire b8 · Fou noir sur case blanche c8 · Dame noire sur case noire d8 · Roi noir sur case blanche e8 · Fou noir sur case noire f8 · Tour noire sur case noire h8 · Pion noir sur case noire a7 · Pion noir sur case blanche b7 · Pion noir sur case noire c7 · Pion noir sur case noire e7 · Pion noir sur case blanche f7 · Pion noir sur case noire g7 · Pion noir sur case blanche h7 · Cavalier noir sur case noire f6 · Pion noir sur case blanche d5 · Pion blanc sur case noire d4 · Fou blanc sur case noire f4 · Cavalier blanc sur case noire c3 · Pion blanc sur case blanche a2 · Pion blanc sur case noire b2 · Pion blanc sur case blanche c2 · Pion blanc sur case blanche e2 · Pion blanc sur case noire f2 · Pion blanc sur case blanche g2 · Pion blanc sur case noire h2 · Tour blanche sur case noire a1 · Dame blanche sur case blanche d1 · Roi blanc sur case noire e1 · Fou blanc sur case blanche f1 · Cavalier blanc sur case noire g1 · Tour blanche sur case blanche h1 | Tour noire sur case blanche a8 · Cavalier noir sur case noire b8 · Fou noir sur case blanche c8 · Dame noire sur case noire d8 · Roi noir sur case blanche e8 · Fou noir sur case noire f8 · Tour noire sur case noire h8 · Pion noir sur case noire a7 · Pion noir sur case blanche b7 · Pion noir sur case noire c7 · Pion noir sur case noire e7 · Pion noir sur case blanche f7 · Pion noir sur case noire g7 · Pion noir sur case blanche h7 · Cavalier noir sur case noire f6 · Pion noir sur case blanche d5 · Pion blanc sur case noire d4 · Fou blanc sur case noire f4 · Cavalier blanc sur case noire c3 · Pion blanc sur case blanche a2 · Pion blanc sur case noire b2 · Pion blanc sur case blanche c2 · Pion blanc sur case blanche e2 · Pion blanc sur case noire f2 · Pion blanc sur case blanche g2 · Pion blanc sur case noire h2 · Tour blanche sur case noire a1 · Dame blanche sur case blanche d1 · Roi blanc sur case noire e1 · Fou blanc sur case blanche f1 · Cavalier blanc sur case noire g1 · Tour blanche sur case blanche h1 | Tour noire sur case blanche a8 · Cavalier noir sur case noire b8 · Fou noir sur case blanche c8 · Dame noire sur case noire d8 · Roi noir sur case blanche e8 · Fou noir sur case noire f8 · Tour noire sur case noire h8 · Pion noir sur case noire a7 · Pion noir sur case blanche b7 · Pion noir sur case noire c7 · Pion noir sur case noire e7 · Pion noir sur case blanche f7 · Pion noir sur case noire g7 · Pion noir sur case blanche h7 · Cavalier noir sur case noire f6 · Pion noir sur case blanche d5 · Pion blanc sur case noire d4 · Fou blanc sur case noire f4 · Cavalier blanc sur case noire c3 · Pion blanc sur case blanche a2 · Pion blanc sur case noire b2 · Pion blanc sur case blanche c2 · Pion blanc sur case blanche e2 · Pion blanc sur case noire f2 · Pion blanc sur case blanche g2 · Pion blanc sur case noire h2 · Tour blanche sur case noire a1 · Dame blanche sur case blanche d1 · Roi blanc sur case noire e1 · Fou blanc sur case blanche f1 · Cavalier blanc sur case noire g1 · Tour blanche sur case blanche h1 | Tour noire sur case blanche a8 · Cavalier noir sur case noire b8 · Fou noir sur case blanche c8 · Dame noire sur case noire d8 · Roi noir sur case blanche e8 · Fou noir sur case noire f8 · Tour noire sur case noire h8 · Pion noir sur case noire a7 · Pion noir sur case blanche b7 · Pion noir sur case noire c7 · Pion noir sur case noire e7 · Pion noir sur case blanche f7 · Pion noir sur case noire g7 · Pion noir sur case blanche h7 · Cavalier noir sur case noire f6 · Pion noir sur case blanche d5 · Pion blanc sur case noire d4 · Fou blanc sur case noire f4 · Cavalier blanc sur case noire c3 · Pion blanc sur case blanche a2 · Pion blanc sur case noire b2 · Pion blanc sur case blanche c2 · Pion blanc sur case blanche e2 · Pion blanc sur case noire f2 · Pion blanc sur case blanche g2 · Pion blanc sur case noire h2 · Tour blanche sur case noire a1 · Dame blanche sur case blanche d1 · Roi blanc sur case noire e1 · Fou blanc sur case blanche f1 · Cavalier blanc sur case noire g1 · Tour blanche sur case blanche h1 | Tour noire sur case blanche a8 · Cavalier noir sur case noire b8 · Fou noir sur case blanche c8 · Dame noire sur case noire d8 · Roi noir sur case blanche e8 · Fou noir sur case noire f8 · Tour noire sur case noire h8 · Pion noir sur case noire a7 · Pion noir sur case blanche b7 · Pion noir sur case noire c7 · Pion noir sur case noire e7 · Pion noir sur case blanche f7 · Pion noir sur case noire g7 · Pion noir sur case blanche h7 · Cavalier noir sur case noire f6 · Pion noir sur case blanche d5 · Pion blanc sur case noire d4 · Fou blanc sur case noire f4 · Cavalier blanc sur case noire c3 · Pion blanc sur case blanche a2 · Pion blanc sur case noire b2 · Pion blanc sur case blanche c2 · Pion blanc sur case blanche e2 · Pion blanc sur case noire f2 · Pion blanc sur case blanche g2 · Pion blanc sur case noire h2 · Tour blanche sur case noire a1 · Dame blanche sur case blanche d1 · Roi blanc sur case noire e1 · Fou blanc sur case blanche f1 · Cavalier blanc sur case noire g1 · Tour blanche sur case blanche h1 | Tour noire sur case blanche a8 · Cavalier noir sur case noire b8 · Fou noir sur case blanche c8 · Dame noire sur case noire d8 · Roi noir sur case blanche e8 · Fou noir sur case noire f8 · Tour noire sur case noire h8 · Pion noir sur case noire a7 · Pion noir sur case blanche b7 · Pion noir sur case noire c7 · Pion noir sur case noire e7 · Pion noir sur case blanche f7 · Pion noir sur case noire g7 · Pion noir sur case blanche h7 · Cavalier noir sur case noire f6 · Pion noir sur case blanche d5 · Pion blanc sur case noire d4 · Fou blanc sur case noire f4 · Cavalier blanc sur case noire c3 · Pion blanc sur case blanche a2 · Pion blanc sur case noire b2 · Pion blanc sur case blanche c2 · Pion blanc sur case blanche e2 · Pion blanc sur case noire f2 · Pion blanc sur case blanche g2 · Pion blanc sur case noire h2 · Tour blanche sur case noire a1 · Dame blanche sur case blanche d1 · Roi blanc sur case noire e1 · Fou blanc sur case blanche f1 · Cavalier blanc sur case noire g1 · Tour blanche sur case blanche h1 | Tour noire sur case blanche a8 · Cavalier noir sur case noire b8 · Fou noir sur case blanche c8 · Dame noire sur case noire d8 · Roi noir sur case blanche e8 · Fou noir sur case noire f8 · Tour noire sur case noire h8 · Pion noir sur case noire a7 · Pion noir sur case blanche b7 · Pion noir sur case noire c7 · Pion noir sur case noire e7 · Pion noir sur case blanche f7 · Pion noir sur case noire g7 · Pion noir sur case blanche h7 · Cavalier noir sur case noire f6 · Pion noir sur case blanche d5 · Pion blanc sur case noire d4 · Fou blanc sur case noire f4 · Cavalier blanc sur case noire c3 · Pion blanc sur case blanche a2 · Pion blanc sur case noire b2 · Pion blanc sur case blanche c2 · Pion blanc sur case blanche e2 · Pion blanc sur case noire f2 · Pion blanc sur case blanche g2 · Pion blanc sur case noire h2 · Tour blanche sur case noire a1 · Dame blanche sur case blanche d1 · Roi blanc sur case noire e1 · Fou blanc sur case blanche f1 · Cavalier blanc sur case noire g1 · Tour blanche sur case blanche h1 | Tour noire sur case blanche a8 · Cavalier noir sur case noire b8 · Fou noir sur case blanche c8 · Dame noire sur case noire d8 · Roi noir sur case blanche e8 · Fou noir sur case noire f8 · Tour noire sur case noire h8 · Pion noir sur case noire a7 · Pion noir sur case blanche b7 · Pion noir sur case noire c7 · Pion noir sur case noire e7 · Pion noir sur case blanche f7 · Pion noir sur case noire g7 · Pion noir sur case blanche h7 · Cavalier noir sur case noire f6 · Pion noir sur case blanche d5 · Pion blanc sur case noire d4 · Fou blanc sur case noire f4 · Cavalier blanc sur case noire c3 · Pion blanc sur case blanche a2 · Pion blanc sur case noire b2 · Pion blanc sur case blanche c2 · Pion blanc sur case blanche e2 · Pion blanc sur case noire f2 · Pion blanc sur case blanche g2 · Pion blanc sur case noire h2 · Tour blanche sur case noire a1 · Dame blanche sur case blanche d1 · Roi blanc sur case noire e1 · Fou blanc sur case blanche f1 · Cavalier blanc sur case noire g1 · Tour blanche sur case blanche h1 | 3 |
| 2 | Tour noire sur case blanche a8 · Cavalier noir sur case noire b8 · Fou noir sur case blanche c8 · Dame noire sur case noire d8 · Roi noir sur case blanche e8 · Fou noir sur case noire f8 · Tour noire sur case noire h8 · Pion noir sur case noire a7 · Pion noir sur case blanche b7 · Pion noir sur case noire c7 · Pion noir sur case noire e7 · Pion noir sur case blanche f7 · Pion noir sur case noire g7 · Pion noir sur case blanche h7 · Cavalier noir sur case noire f6 · Pion noir sur case blanche d5 · Pion blanc sur case noire d4 · Fou blanc sur case noire f4 · Cavalier blanc sur case noire c3 · Pion blanc sur case blanche a2 · Pion blanc sur case noire b2 · Pion blanc sur case blanche c2 · Pion blanc sur case blanche e2 · Pion blanc sur case noire f2 · Pion blanc sur case blanche g2 · Pion blanc sur case noire h2 · Tour blanche sur case noire a1 · Dame blanche sur case blanche d1 · Roi blanc sur case noire e1 · Fou blanc sur case blanche f1 · Cavalier blanc sur case noire g1 · Tour blanche sur case blanche h1 | Tour noire sur case blanche a8 · Cavalier noir sur case noire b8 · Fou noir sur case blanche c8 · Dame noire sur case noire d8 · Roi noir sur case blanche e8 · Fou noir sur case noire f8 · Tour noire sur case noire h8 · Pion noir sur case noire a7 · Pion noir sur case blanche b7 · Pion noir sur case noire c7 · Pion noir sur case noire e7 · Pion noir sur case blanche f7 · Pion noir sur case noire g7 · Pion noir sur case blanche h7 · Cavalier noir sur case noire f6 · Pion noir sur case blanche d5 · Pion blanc sur case noire d4 · Fou blanc sur case noire f4 · Cavalier blanc sur case noire c3 · Pion blanc sur case blanche a2 · Pion blanc sur case noire b2 · Pion blanc sur case blanche c2 · Pion blanc sur case blanche e2 · Pion blanc sur case noire f2 · Pion blanc sur case blanche g2 · Pion blanc sur case noire h2 · Tour blanche sur case noire a1 · Dame blanche sur case blanche d1 · Roi blanc sur case noire e1 · Fou blanc sur case blanche f1 · Cavalier blanc sur case noire g1 · Tour blanche sur case blanche h1 | Tour noire sur case blanche a8 · Cavalier noir sur case noire b8 · Fou noir sur case blanche c8 · Dame noire sur case noire d8 · Roi noir sur case blanche e8 · Fou noir sur case noire f8 · Tour noire sur case noire h8 · Pion noir sur case noire a7 · Pion noir sur case blanche b7 · Pion noir sur case noire c7 · Pion noir sur case noire e7 · Pion noir sur case blanche f7 · Pion noir sur case noire g7 · Pion noir sur case blanche h7 · Cavalier noir sur case noire f6 · Pion noir sur case blanche d5 · Pion blanc sur case noire d4 · Fou blanc sur case noire f4 · Cavalier blanc sur case noire c3 · Pion blanc sur case blanche a2 · Pion blanc sur case noire b2 · Pion blanc sur case blanche c2 · Pion blanc sur case blanche e2 · Pion blanc sur case noire f2 · Pion blanc sur case blanche g2 · Pion blanc sur case noire h2 · Tour blanche sur case noire a1 · Dame blanche sur case blanche d1 · Roi blanc sur case noire e1 · Fou blanc sur case blanche f1 · Cavalier blanc sur case noire g1 · Tour blanche sur case blanche h1 | Tour noire sur case blanche a8 · Cavalier noir sur case noire b8 · Fou noir sur case blanche c8 · Dame noire sur case noire d8 · Roi noir sur case blanche e8 · Fou noir sur case noire f8 · Tour noire sur case noire h8 · Pion noir sur case noire a7 · Pion noir sur case blanche b7 · Pion noir sur case noire c7 · Pion noir sur case noire e7 · Pion noir sur case blanche f7 · Pion noir sur case noire g7 · Pion noir sur case blanche h7 · Cavalier noir sur case noire f6 · Pion noir sur case blanche d5 · Pion blanc sur case noire d4 · Fou blanc sur case noire f4 · Cavalier blanc sur case noire c3 · Pion blanc sur case blanche a2 · Pion blanc sur case noire b2 · Pion blanc sur case blanche c2 · Pion blanc sur case blanche e2 · Pion blanc sur case noire f2 · Pion blanc sur case blanche g2 · Pion blanc sur case noire h2 · Tour blanche sur case noire a1 · Dame blanche sur case blanche d1 · Roi blanc sur case noire e1 · Fou blanc sur case blanche f1 · Cavalier blanc sur case noire g1 · Tour blanche sur case blanche h1 | Tour noire sur case blanche a8 · Cavalier noir sur case noire b8 · Fou noir sur case blanche c8 · Dame noire sur case noire d8 · Roi noir sur case blanche e8 · Fou noir sur case noire f8 · Tour noire sur case noire h8 · Pion noir sur case noire a7 · Pion noir sur case blanche b7 · Pion noir sur case noire c7 · Pion noir sur case noire e7 · Pion noir sur case blanche f7 · Pion noir sur case noire g7 · Pion noir sur case blanche h7 · Cavalier noir sur case noire f6 · Pion noir sur case blanche d5 · Pion blanc sur case noire d4 · Fou blanc sur case noire f4 · Cavalier blanc sur case noire c3 · Pion blanc sur case blanche a2 · Pion blanc sur case noire b2 · Pion blanc sur case blanche c2 · Pion blanc sur case blanche e2 · Pion blanc sur case noire f2 · Pion blanc sur case blanche g2 · Pion blanc sur case noire h2 · Tour blanche sur case noire a1 · Dame blanche sur case blanche d1 · Roi blanc sur case noire e1 · Fou blanc sur case blanche f1 · Cavalier blanc sur case noire g1 · Tour blanche sur case blanche h1 | Tour noire sur case blanche a8 · Cavalier noir sur case noire b8 · Fou noir sur case blanche c8 · Dame noire sur case noire d8 · Roi noir sur case blanche e8 · Fou noir sur case noire f8 · Tour noire sur case noire h8 · Pion noir sur case noire a7 · Pion noir sur case blanche b7 · Pion noir sur case noire c7 · Pion noir sur case noire e7 · Pion noir sur case blanche f7 · Pion noir sur case noire g7 · Pion noir sur case blanche h7 · Cavalier noir sur case noire f6 · Pion noir sur case blanche d5 · Pion blanc sur case noire d4 · Fou blanc sur case noire f4 · Cavalier blanc sur case noire c3 · Pion blanc sur case blanche a2 · Pion blanc sur case noire b2 · Pion blanc sur case blanche c2 · Pion blanc sur case blanche e2 · Pion blanc sur case noire f2 · Pion blanc sur case blanche g2 · Pion blanc sur case noire h2 · Tour blanche sur case noire a1 · Dame blanche sur case blanche d1 · Roi blanc sur case noire e1 · Fou blanc sur case blanche f1 · Cavalier blanc sur case noire g1 · Tour blanche sur case blanche h1 | Tour noire sur case blanche a8 · Cavalier noir sur case noire b8 · Fou noir sur case blanche c8 · Dame noire sur case noire d8 · Roi noir sur case blanche e8 · Fou noir sur case noire f8 · Tour noire sur case noire h8 · Pion noir sur case noire a7 · Pion noir sur case blanche b7 · Pion noir sur case noire c7 · Pion noir sur case noire e7 · Pion noir sur case blanche f7 · Pion noir sur case noire g7 · Pion noir sur case blanche h7 · Cavalier noir sur case noire f6 · Pion noir sur case blanche d5 · Pion blanc sur case noire d4 · Fou blanc sur case noire f4 · Cavalier blanc sur case noire c3 · Pion blanc sur case blanche a2 · Pion blanc sur case noire b2 · Pion blanc sur case blanche c2 · Pion blanc sur case blanche e2 · Pion blanc sur case noire f2 · Pion blanc sur case blanche g2 · Pion blanc sur case noire h2 · Tour blanche sur case noire a1 · Dame blanche sur case blanche d1 · Roi blanc sur case noire e1 · Fou blanc sur case blanche f1 · Cavalier blanc sur case noire g1 · Tour blanche sur case blanche h1 | Tour noire sur case blanche a8 · Cavalier noir sur case noire b8 · Fou noir sur case blanche c8 · Dame noire sur case noire d8 · Roi noir sur case blanche e8 · Fou noir sur case noire f8 · Tour noire sur case noire h8 · Pion noir sur case noire a7 · Pion noir sur case blanche b7 · Pion noir sur case noire c7 · Pion noir sur case noire e7 · Pion noir sur case blanche f7 · Pion noir sur case noire g7 · Pion noir sur case blanche h7 · Cavalier noir sur case noire f6 · Pion noir sur case blanche d5 · Pion blanc sur case noire d4 · Fou blanc sur case noire f4 · Cavalier blanc sur case noire c3 · Pion blanc sur case blanche a2 · Pion blanc sur case noire b2 · Pion blanc sur case blanche c2 · Pion blanc sur case blanche e2 · Pion blanc sur case noire f2 · Pion blanc sur case blanche g2 · Pion blanc sur case noire h2 · Tour blanche sur case noire a1 · Dame blanche sur case blanche d1 · Roi blanc sur case noire e1 · Fou blanc sur case blanche f1 · Cavalier blanc sur case noire g1 · Tour blanche sur case blanche h1 | 2 |
| 1 | Tour noire sur case blanche a8 · Cavalier noir sur case noire b8 · Fou noir sur case blanche c8 · Dame noire sur case noire d8 · Roi noir sur case blanche e8 · Fou noir sur case noire f8 · Tour noire sur case noire h8 · Pion noir sur case noire a7 · Pion noir sur case blanche b7 · Pion noir sur case noire c7 · Pion noir sur case noire e7 · Pion noir sur case blanche f7 · Pion noir sur case noire g7 · Pion noir sur case blanche h7 · Cavalier noir sur case noire f6 · Pion noir sur case blanche d5 · Pion blanc sur case noire d4 · Fou blanc sur case noire f4 · Cavalier blanc sur case noire c3 · Pion blanc sur case blanche a2 · Pion blanc sur case noire b2 · Pion blanc sur case blanche c2 · Pion blanc sur case blanche e2 · Pion blanc sur case noire f2 · Pion blanc sur case blanche g2 · Pion blanc sur case noire h2 · Tour blanche sur case noire a1 · Dame blanche sur case blanche d1 · Roi blanc sur case noire e1 · Fou blanc sur case blanche f1 · Cavalier blanc sur case noire g1 · Tour blanche sur case blanche h1 | Tour noire sur case blanche a8 · Cavalier noir sur case noire b8 · Fou noir sur case blanche c8 · Dame noire sur case noire d8 · Roi noir sur case blanche e8 · Fou noir sur case noire f8 · Tour noire sur case noire h8 · Pion noir sur case noire a7 · Pion noir sur case blanche b7 · Pion noir sur case noire c7 · Pion noir sur case noire e7 · Pion noir sur case blanche f7 · Pion noir sur case noire g7 · Pion noir sur case blanche h7 · Cavalier noir sur case noire f6 · Pion noir sur case blanche d5 · Pion blanc sur case noire d4 · Fou blanc sur case noire f4 · Cavalier blanc sur case noire c3 · Pion blanc sur case blanche a2 · Pion blanc sur case noire b2 · Pion blanc sur case blanche c2 · Pion blanc sur case blanche e2 · Pion blanc sur case noire f2 · Pion blanc sur case blanche g2 · Pion blanc sur case noire h2 · Tour blanche sur case noire a1 · Dame blanche sur case blanche d1 · Roi blanc sur case noire e1 · Fou blanc sur case blanche f1 · Cavalier blanc sur case noire g1 · Tour blanche sur case blanche h1 | Tour noire sur case blanche a8 · Cavalier noir sur case noire b8 · Fou noir sur case blanche c8 · Dame noire sur case noire d8 · Roi noir sur case blanche e8 · Fou noir sur case noire f8 · Tour noire sur case noire h8 · Pion noir sur case noire a7 · Pion noir sur case blanche b7 · Pion noir sur case noire c7 · Pion noir sur case noire e7 · Pion noir sur case blanche f7 · Pion noir sur case noire g7 · Pion noir sur case blanche h7 · Cavalier noir sur case noire f6 · Pion noir sur case blanche d5 · Pion blanc sur case noire d4 · Fou blanc sur case noire f4 · Cavalier blanc sur case noire c3 · Pion blanc sur case blanche a2 · Pion blanc sur case noire b2 · Pion blanc sur case blanche c2 · Pion blanc sur case blanche e2 · Pion blanc sur case noire f2 · Pion blanc sur case blanche g2 · Pion blanc sur case noire h2 · Tour blanche sur case noire a1 · Dame blanche sur case blanche d1 · Roi blanc sur case noire e1 · Fou blanc sur case blanche f1 · Cavalier blanc sur case noire g1 · Tour blanche sur case blanche h1 | Tour noire sur case blanche a8 · Cavalier noir sur case noire b8 · Fou noir sur case blanche c8 · Dame noire sur case noire d8 · Roi noir sur case blanche e8 · Fou noir sur case noire f8 · Tour noire sur case noire h8 · Pion noir sur case noire a7 · Pion noir sur case blanche b7 · Pion noir sur case noire c7 · Pion noir sur case noire e7 · Pion noir sur case blanche f7 · Pion noir sur case noire g7 · Pion noir sur case blanche h7 · Cavalier noir sur case noire f6 · Pion noir sur case blanche d5 · Pion blanc sur case noire d4 · Fou blanc sur case noire f4 · Cavalier blanc sur case noire c3 · Pion blanc sur case blanche a2 · Pion blanc sur case noire b2 · Pion blanc sur case blanche c2 · Pion blanc sur case blanche e2 · Pion blanc sur case noire f2 · Pion blanc sur case blanche g2 · Pion blanc sur case noire h2 · Tour blanche sur case noire a1 · Dame blanche sur case blanche d1 · Roi blanc sur case noire e1 · Fou blanc sur case blanche f1 · Cavalier blanc sur case noire g1 · Tour blanche sur case blanche h1 | Tour noire sur case blanche a8 · Cavalier noir sur case noire b8 · Fou noir sur case blanche c8 · Dame noire sur case noire d8 · Roi noir sur case blanche e8 · Fou noir sur case noire f8 · Tour noire sur case noire h8 · Pion noir sur case noire a7 · Pion noir sur case blanche b7 · Pion noir sur case noire c7 · Pion noir sur case noire e7 · Pion noir sur case blanche f7 · Pion noir sur case noire g7 · Pion noir sur case blanche h7 · Cavalier noir sur case noire f6 · Pion noir sur case blanche d5 · Pion blanc sur case noire d4 · Fou blanc sur case noire f4 · Cavalier blanc sur case noire c3 · Pion blanc sur case blanche a2 · Pion blanc sur case noire b2 · Pion blanc sur case blanche c2 · Pion blanc sur case blanche e2 · Pion blanc sur case noire f2 · Pion blanc sur case blanche g2 · Pion blanc sur case noire h2 · Tour blanche sur case noire a1 · Dame blanche sur case blanche d1 · Roi blanc sur case noire e1 · Fou blanc sur case blanche f1 · Cavalier blanc sur case noire g1 · Tour blanche sur case blanche h1 | Tour noire sur case blanche a8 · Cavalier noir sur case noire b8 · Fou noir sur case blanche c8 · Dame noire sur case noire d8 · Roi noir sur case blanche e8 · Fou noir sur case noire f8 · Tour noire sur case noire h8 · Pion noir sur case noire a7 · Pion noir sur case blanche b7 · Pion noir sur case noire c7 · Pion noir sur case noire e7 · Pion noir sur case blanche f7 · Pion noir sur case noire g7 · Pion noir sur case blanche h7 · Cavalier noir sur case noire f6 · Pion noir sur case blanche d5 · Pion blanc sur case noire d4 · Fou blanc sur case noire f4 · Cavalier blanc sur case noire c3 · Pion blanc sur case blanche a2 · Pion blanc sur case noire b2 · Pion blanc sur case blanche c2 · Pion blanc sur case blanche e2 · Pion blanc sur case noire f2 · Pion blanc sur case blanche g2 · Pion blanc sur case noire h2 · Tour blanche sur case noire a1 · Dame blanche sur case blanche d1 · Roi blanc sur case noire e1 · Fou blanc sur case blanche f1 · Cavalier blanc sur case noire g1 · Tour blanche sur case blanche h1 | Tour noire sur case blanche a8 · Cavalier noir sur case noire b8 · Fou noir sur case blanche c8 · Dame noire sur case noire d8 · Roi noir sur case blanche e8 · Fou noir sur case noire f8 · Tour noire sur case noire h8 · Pion noir sur case noire a7 · Pion noir sur case blanche b7 · Pion noir sur case noire c7 · Pion noir sur case noire e7 · Pion noir sur case blanche f7 · Pion noir sur case noire g7 · Pion noir sur case blanche h7 · Cavalier noir sur case noire f6 · Pion noir sur case blanche d5 · Pion blanc sur case noire d4 · Fou blanc sur case noire f4 · Cavalier blanc sur case noire c3 · Pion blanc sur case blanche a2 · Pion blanc sur case noire b2 · Pion blanc sur case blanche c2 · Pion blanc sur case blanche e2 · Pion blanc sur case noire f2 · Pion blanc sur case blanche g2 · Pion blanc sur case noire h2 · Tour blanche sur case noire a1 · Dame blanche sur case blanche d1 · Roi blanc sur case noire e1 · Fou blanc sur case blanche f1 · Cavalier blanc sur case noire g1 · Tour blanche sur case blanche h1 | Tour noire sur case blanche a8 · Cavalier noir sur case noire b8 · Fou noir sur case blanche c8 · Dame noire sur case noire d8 · Roi noir sur case blanche e8 · Fou noir sur case noire f8 · Tour noire sur case noire h8 · Pion noir sur case noire a7 · Pion noir sur case blanche b7 · Pion noir sur case noire c7 · Pion noir sur case noire e7 · Pion noir sur case blanche f7 · Pion noir sur case noire g7 · Pion noir sur case blanche h7 · Cavalier noir sur case noire f6 · Pion noir sur case blanche d5 · Pion blanc sur case noire d4 · Fou blanc sur case noire f4 · Cavalier blanc sur case noire c3 · Pion blanc sur case blanche a2 · Pion blanc sur case noire b2 · Pion blanc sur case blanche c2 · Pion blanc sur case blanche e2 · Pion blanc sur case noire f2 · Pion blanc sur case blanche g2 · Pion blanc sur case noire h2 · Tour blanche sur case noire a1 · Dame blanche sur case blanche d1 · Roi blanc sur case noire e1 · Fou blanc sur case blanche f1 · Cavalier blanc sur case noire g1 · Tour blanche sur case blanche h1 | 1 |
|   | a | b | c | d | e | f | g | h |   |

L’attaque Jobava est une ouverture au jeu d’échecs obtenue après les coups : 1. d4 d5 2. Cc3 Cf6 3. Ff4.

## Historique
Cette variante n’a été popularisée que récemment au début du XXIe siècle.
Le système de Londres victime de son succès était tellement analysé qu’il était difficile au niveau international d’y obtenir un avantage avec les Blancs. Le grand maître géorgien Baadur Jobava a fait connaître et donné son nom à cette nouvelle approche.

## Analyse
Les Blancs ont trois stratégies possibles :
- Attaquer le pion c7 en jouant Cb5 (le Cavalier et le Fou créent une menace).
- Attaquer le centre en jouant f3 et e4.
- Attaquer l’aile Roi en poussant les pions f3, g4, h4.